# 劇場版 物怪 第二章 火鼠
《劇場版 物怪 第二章 火鼠》，是2025年3月14日上映的日本動畫電影，改編自富士電視台「noitaminA」時段的電視動畫《物怪》，由中村健治擔任總導演，鈴木清崇執導，新八角編劇。

## 登場角色
賣藥郎（聲優：神谷浩史）
時田蕗（聲優：日笠陽子）
大友牡丹（聲優：戶松遙）
三郎丸（聲優：梶裕貴）
坂下（聲優：細見大輔）
朝（聲優：黑澤朋世）
小夜（聲優：尤加奈）
松（聲優：青木瑠璃子）
清（聲優：芹澤優）
竹（聲優：茜屋日海夏）
須磨（聲優：森奈奈子）
天子（聲優：入野自由）
溝呂木北斗（聲優：津田健次郎）
幸子（聲優：種崎敦美）
時田良路（聲優：長）
老中大友（聲優：堀內賢雄）
勝沼（聲優：楠見尚己）
藤卷（聲優：堀川亮）
水光院（聲優：榊原良子）

## 製作
2024年7月，宣布《劇場版 物怪》將以全三章推出，續作《劇場版 物怪 第二章 火鼠》預定於2025年3月14日上映。2024年12月，釋出預告影片、視覺圖以及首波配音名單。2025年1月，公布主題曲情報。2025年2月，釋出最新預告影片以及追加配音名單。

### 製作人員
- 總導演：中村健治
- 導演：鈴木清崇
- 劇本：新八角
- 角色設定：永田狐子
- 動畫角色設計、總作畫監督：高橋裕一
- 美術設定：上遠野洋一
- 美術監督：倉本章、齋藤陽子
- 美術監修：倉橋隆
- 色彩設計：辻󠄀田邦夫
- 視覺總監：泉津井陽一
- 3D監督：白井賢一
- 編輯：西山茂
- 音響監督：長崎行男
- 音樂：岩崎琢
- 製作人：佐藤公章、須藤雄樹
- 企劃製作人：山本幸治
- 發行商：TWIN ENGINE、Giggly Box
- 製作：Crew-Cell、EOTA

## 外部連結
- 官方網站（日語）